# انتخابات الرئاسة المنغولية 2001
انتخابات الرئاسة المنغولية 2001 هي الانتخابات الرئاسية التي جرت في 20 مايو 2001، في منغوليا، لانتخاب رئيس منغوليا، فاز بالانتخابات ناتساغين باجاباندى.